# Sericostomatidae
Sericostomatidae is een familie van schietmotten. De familie werd voor het eerst wetenschappelijk beschreven door Stephens in 1836.

## Taxonomie
De familie is verdeeld in de volgende genera:

- Aclosma Morse, 1974
- Agarodes Banks, 1899
- Asahaya Schmid, 1991
- Aselas Barnard, 1934
- Aulacomyia Ulmer, 1912
- Cerasma McLachlan, 1876
- Cheimacheramus Barnard, 1934
- Chiloecia Navas, 1930
- Fattigia Ross & Wallace, 1974
- Grumicha Mueller, 1879
- Gumaga Tsuda, 1938
- Myotrichia Schmid, 1955
- Neogumaga Ross & Wallace, 1974
- Notidobia Stephens, 1829
- Notidobiella Schmid, 1955
- Oecismus McLachlan, 1876
- Parasericostoma Schmid, 1957
- Petroplax Barnard, 1934
- Pseudoberaeodes Ulmer, 1912
- Rhoizema Barnard, 1934
- Schizopelex McLachlan, 1876
- Sericostoma Berthold, 1827
- Sphaleropalpus Ulmer, 1912
- Stenoptilomyia Ulmer, 1912